# Ming-dynastiet
Ming-dynastiet (kinesisk: 大明) var det sidste kejserdynasti, 1368-1644, der havde Hankinesere som regenter. Det fulgte Yuan-dynastiet, der havde kejsere af mongolsk oprindelse, og det blev fulgt af Qing-dynastiet, der havde kejsere af manchurisk oprindelse

## Karakteristik af perioden
Dynastiet indledte en periode med fornyet opblomstring af den kinesiske kultur. Jernfremstillingen i Nordkina nåede op på 100.000 tons pr. år. Talrige bøger blev trykt med løse typer. Kunsthåndværket og særligt porcelænsfremstillingen nåede et kvalitetsniveau, der aldrig var set før.
Kinesiske købmænd udforskede alle kyster omkring det Indiske Ocean, og i 1433 nåede kinesiske skibe under admiral Zheng He Kap Det Gode Håb på Afrikas sydspids. Ming opbyggede en kolossal krigsflåde, hvor de største, firemastede skibe vejede 1.500 tons. Hæren kom op på en stående styrke af 1 million mand. Kina var det mest udviklede samfund i den tidlige Ming-periode.

### Kejsere i Mingdynastiet
- 1368 – 1398 Hungwu, fødenavn: Zhu Yuanzhang
- 1398 – 1402 Jianwen, fødenavn: Zhu Yunwen
- 1402 – 1424 Yongle, fødenavn: Zhu Di
- 1424 – 1425 Hongxi fødenavn: Zhu Gaozhi
- 1425 – 1435 Xuande, fødenavn: Zhu Zhanji
- 1435 – 1449 og 1457 – 1464 Zhengtong, fødenavn: Zhu Qizhen
- 1449 – 1457 Jingtai , fødenavn: Zhu Qiyu
- 1464 – 1487 Chenghua, fødenavn: Zhu Jianshen
- 1487 – 1505 Hongzhi, fødenavn: Zhu Youtang
- 1505 – 1521 Zhengde, fødenavn: Zhu Houzhao
- 1521 – 1566 Jiajing, fødenavn: Zhu Houzong
- 1566 – 1572 Longqing, fødenavn: Zhu Zaihou
- 1572 – 1620 Wanli, fødenavn: Zhu Yijun
- 1620 Taichang, fødenavn: Zhu Changluo
- 1620 – 1627 Tianqi, fødenavn: Zhu Youjiao
- 1627 – 1644 Chongzhen, fødenavn: Zhu Youjian

## Befolkning
Sinologiske historikere debatterer befolkningens størrelse under Ming-dynastiet. Den canadiske historiker Timothy Brook har påpeget, at regeringens folkeoptællinger var tvivlsomme, da betaling af skat fik mange familier til at underdrive antallet af medlemmer. Det fik også mange embedsmænd til at underdrive antallet af husstande i deres jurisdiktion. Børn var ofte underrapporterede, specielt piger, hvilket ses af de skæve befolkningsstatistikker under hele Ming-dynastiet. Selv antallet af voksne kvinder var underrapporteret; for eksempel rapporterede præfekturet det nordlige Zhílì 378.167 mænd og 226.982 kvinder i 1503.
Regeringen prøvede at revidere befolkningstallene ved at vurdere efter det forventede gennemsnit af antallet af mennesker i hver husholdning, men dette løste ikke det udbredte problem med unddragelse fra skatteregistrering. Noget af ubalancen mellem kønnene kan skyldes drab på småpiger. Denne praksis er veldokumenteret i Kina og går 2.000 år tilbage. Den blev beskrevet som «tøjlesløs» og «praktiseret af næsten hver familie» af samtidige forfattere. De dramatiske skæve kønstal, som i mange kommuner overgik 2:1 i 1586, kan alligevel ikke forklares ved børnedrab alene.
Folketællingen i 1381 viste 59.873.305 mennesker; tilliden til dette tal faldt betydeligt, da regeringen opdagede, at omkring 3 millioner mennesker manglede ved skattetællingen i 1391. Det at underrapportere antallet af mennesker blev defineret som en grov kriminalitet i 1381, og Hongwu prøvede at påtvinge befolkningen et stavnsbånd. Behovet for at overleve tvang allikevel mange til afstå fra skatteregistrering og forlade deres region. Regeringen prøvede at dæmpe skævheden i folketællingen ved at operere med sit eget konservative skøn på 60.545.812 mennesker i 1393. I sine Studies on the Population of China fra 1959 foreslog Ho Ping-ti at revidere tallene for 1393 til 65 millioner mennesker, fordi store områder i Nordkina og i grænseområderne ikke var med i folketællingen.

## Yuan-dynastietsfald
Før Ming-dynastiet var Kina regeret af det mongolsk ledede Yuan-dynasti (1271–1368), også kaldet «det mongolske dynasti». Det er hævdet af enkelte historikere, at Yuan-dynastiets fald blev udløst af mongolernes institutionelle etniske diskriminering af hankineserne. Andre historikere har afvist denne forklaring eller nuanceret billedet ved at pege på andre mulige årsager. En anden faktor, som kan have spillet ind, var, at overbeskattede områder blev ramt af en kraftig inflation. Papirpenge blev sat i omløb i alt for store mængder, og i løbet af Yuan-kejseren Ukhaantu Khans regeringstid (1333-1370) med den posthume titel Shùndì (順帝) var inflationen tidoblet.
En anden vigtig faktor var, at mongolerne havde misligholdt jordbruget: Langs den gule flod havde de forsømt vedligeholdelsen af kanaler og diger, kunstvandingsprojekter var opgivet, og resultatet blev store oversvømmelser. Mod slutningen af Yuan-tiden rådede der derfor kaotiske tilstande i jordbruget. Da flere hundrede tusinde bønder blev udkommanderede til at reparere digerne langs den gule flod, udbrød der oprør mod de mongolske herskere.
Hvorom alt er, kom det til et hankinesisk oprør mod Yuan-dynastiet, som drev mongolerne tilbage til de mongolske stepper.
Mange hankinesere gjorde oprør, og efterhånden udkrystalliserede det sig en ledergruppe, De røde turbaner, ledet af Zhu Yuanzhang. De blev hjulpet af et gammelt, hemmeligt selskab af intellektuelle, sommerpaladsfolket. Oprøret lykkedes, og Ming-dynastiet blev etableret i Nanjing i 1368.
Zhu Yuanzhang tog navnet Hongwu som sit herskernavn. Ming-dynastiets kejsere tilhørte alle slægten Zhu.

## De første kejsere lægger grundlaget for Ming-Kina

### Hongwu-kejserenstid (1368–1398)
Det nye dynastis første hersker havde begyndt livet som novice i et buddhistisk kloster, sendt dertil af sine fattige forældre. Han regerede Kina fra 1368 til 1398 og huskes både for sin storslagne statsbygning, sine reformer og for sine despotiske metoder: under to udrensninger i administrationen lod han omkring 10.000 lærde og deres familier dræbe. Han fik Kina på fode igen efter Yuan-styrets sammenbrud.
Historikere anser Hongwu for en af Kinas største kejsere. I hans regeringstid var det den økonomiske genopbygning, som stod i fokus. Det skete særligt indenfor jordbruget, thi Hongwu delte den konfucianske modvilje mod handelsvirksomhed. Den første Ming-kejser lagde også grundlaget for et ganske stabilt statsapparat, som med marginale justeringer blev bevaret til 1911.
Fra første stund gik han ind for landreform til gunst for småbønderne. Det skete ikke bare ved konfiskationer og fordeling af jord men i høj grad også ved landnam. En vigtig motivation var hans omsorg for de fattigste i det kinesiske samfund; de skulle sættes i stand til at ernære sig selv og deres familier. For eksempel blev der i 1370 udstedt en forordning om, at der skulle gives agerland i Hunan og Anhui til enhver landløs, myndig bondesøn. Denne forordning var udformet, så grådige spekulanter ikke kunne sikre sig jord på anden hånd; det var forordnet således, at ejendommene ikke kunne overføres til andre.
I hans regeringstid blev det ved edikt bestemt, at den, som tog uopdyrket mark i brug for at drive jordbrug, kunne få lov til at beholde den og ikke ville blive beskattet af den. Folket tog imod dette tiltag med stor begejstring. Der blev udført talrige opdyrkings- og kunstvandingsprojekter, som udvidede jordbrugsarealet i landet betydeligt. Indtægterne fra kornskatten blev tredoblet på seks år. Man anslår, at der i 20 år blev plantet omkring en milliard træer som frugttræer, træ til flådens skibe og morbærtræ til silkeormen.
Hongwu opbyggede en mægtig hær organiseret efter et militært system, der kendes som wei-so-systemet, og som var beslægtet med Tang-dynastiets fu-ping-system. Målsætningen var at bevare hæren slagkraftig, men samtidig at modvirke stærke bånd mellem officerer og soldater.
Hongwu-kejserens politik på dette område havde meget af sin baggrund i, at han selv kom fra en bondefamilie, og at han bekendt med de trange kår og den uretfærdighed, som landbefolkningen måtte lide under. Embedsværket var mange steder korrupt, hvilket også gav sig udslag i, at de rige ved bestikkelser fik overført deres egen skattebyrde til de fattige bønder, de udbyttede. For at standse sådanne urimeligheder instituerede Hongwu-kejseren to meget vigtige systemer: De gule fortegnelser og fiskeskælfortegnelserne.
I 1372 forordnet Hongwu-kejseren en generel amnesti for alle uskyldige, som var blevet slaveri, da det mongolske Yuan-dynastiet gik på hæld. 14 år efter bød han sit embedsværk at løskøbe børn i Hunan-provinsen, hvis forældre havde solgt dem som slaver under en hungersnød.
Kejseren reformerede også bureaukratiet. Disse reformer brød med det relativt liberale Song-dynastis stil og trak i mere absolutistisk retning. I 1380 kom den første store udrensning, og resultatet af den var, at al magt fra da blev koncentreret i kejserens hånd. Det indebar, at alle regeringsministerierne blev direkte underlagt kejseren (i modsætning til et kejserlig sekretariat). I årene 1385 til 1390 gentog Hongwu oprensningsprocessen.
Afvigende opfattelser fik ikke nogen chance til at komme til udtryk; mod slutningen af sin regeringstid havde Hongwu organiseret et netværk af hemmelige embedsmænd og et slags hemmelig politi (stiftet i 1382: Garden med brokadeklæderne).
Kejseren klarede også at udvide det kinesiske magtområde med militærmagt. Han invaderede de nordøstlige dele af Yunan (som den gang var betragtet som et eget land og som fremdeles var regeret af en mongolsk fyrste) og tog kontrol over de nordøstlige dele. Ellers var hans udenrigspolitik præget af udstrakt diplomatisk aktivitet. Mange omliggende kyststater var interesserede i handelsrettigheder i Kina. Dersom deres herskere betalte tribut til kejseren og således implicit til en vis grad anerkendte Kinas overhøjhed, blev koncessioner givet. Blandt de lande, som således søgte om koncessioner, var Annam, Champa, Cambodja, Siam, Cochin, San Fo-qi, Java, Japan, Ryukyu, Brunei og Korea.

### Jianwen-kejserenstid (1398–1402)
Den kejser, som tog navnet Jianwen (og oprindelig hed Zhu Yunwen, født 5. december 1377), var søn af kronprins Zhu Bao, den som egentlig var tænkt som Homgwu-kejserens efterfølger. Men da Zhu Bao døde i 1392, måtte Hongwu tænke om. Han forbigik da Zhu Baos lillebroder, Zhu Di.
Jianwen-kejserdømmet blev meget kortvarig (1398–1402). Da han besteg kejsertronen, var han fortsat ung og uerfaren og blev stærkt afhængig af sine rådgivere. I 1402 formåede Zhu Di alligevel at bringe sig til magten ved et borgerkrigslignede kup. Foranledningen var Jianwens og rådgivernes fremstød for at beskære de øvrige Ming-prinsers privilegier og indtægter. Jiamwen døde i Nanjing under paladsbranden, som blev antændt under kuppet. Også hans støtter og rådgivere (senere kendt som de de fire martyrer) blev dræbte af efterfølgeren. Han sørgede også for systematisk at slette alle spor efter Jianwen-kejseren, som heller ikke blev givet noget posthumt tempelnavn før flere generationer senere.

### Yongle-kejserenstid (1402–1424)
I 1370 havde Hongwu indrettet kejserlige fyrstedømmer nær Kinas ydergrænser for sine sønner. Den, som efter Jianwen-mellemspillet skulle overtage, Zhu Di, var da som tiårig blevet fyrste af staten Yan. Denne stat lå i nord og havde som regeringssæde den gamle Yuan-hovedstad Dadu (som nu blev kaldt Beiping – «den nordlige fred»). Drengen blev så givet en opdragelse, som skulle sætte ham i stand til at overtage landets højeste embede.
Da han tiltrådte som Ming-kejser, tog han epokenavnet Yongle, og i hans tid fortsatte konsolideringen af kinesisk magt. Faktisk regnes han som en endnu mere fremragende kejser end Hongwu.
I 1402 gjorde han Beiping til sin residensby som kejser. I 1420 blev det bestemt, at Beiping skulle være primær hovedstad, og Nanjing sekundær. (Betydningen af bei og nan er «nord» og «syd».) Flytningen af kejserens hovedresidens havde flere årsager; en af de vigtigere var de store problemer, kineserne havde i sine kampe mod mongolerne, som ganske vist var trængt tilbage til Mongoliet. Efter at Ming-Kina havde sejret ved Buinor-søen i 1387, mistede kublaidene hurtigt det meste af sin magt. Men i deres sted meldte nu vestmongolske stammer sig, ikke mindst oiraterne. Det blev dermed strategisk fordelagtigt at forlægge hovedstaden til en nordligere by. Også opbygningen af Kejserkanalen en mere effektiv ristransport havde til en vis grad militærstrategiske årsager.
Yongle var ikke så brutal som Hongwu, og hans ledelse af bureaukratiet var større. Han gennemførte kampagner for at styrke Den store kinesiske mur og dermed værne landet bedre mod mongolerne. Dette arbejde var begyndt under Hongwu-kejseren omkring 1368, men det var under Yongle, at det skød fart. Arbejdet skulle pågå frem til ca. 1640. Denne nye mur blev bygget i en mere storslagen skala end nogen af forløbermurene, med solidere materialer og robustere byggemåde – solide store sten på begge sider af muren og på dens top.
Yongle førte en aktiv ekspansionspolitik og udenrigspolitik. Han krævede, at de fremmede politiske størrelser skulle yde tribut. Han etablerede også tilsynsembeder, som regulerede provinsene Zhejiangs, Fujians og Guangdongs oversøiske handelsforbindelser.
Kejseren var også optaget af, at omverdenen skulle forstå Kinas kulturelle overlegenhed. Han fik distribueret 10.000 eksemplarer af værket Biografier om forbilledlige kvinder til forskellige ikke-kinesiske territorier til deres moralske oprustning. Kinesiske kalendere blev også distribueret over hele Sydøstasien.
Flere militærekspeditioner fandt sted under Yongle. Til at begynde med udvidede og sikrede han det kinesiske magtgreb over Yunan. Senere trængte han sydover. I 1406 forsøgte han at få indsat en kinesiskvenlig hersker over Đại Việt (Vietnam – af Ming-regimet kaldet Annan). Men denne prætendent, kaldet Chen Tian-ping (Trần Thiên Bình), blev dræbt ved sin ankomst dertil. Dette gav Kina anledningen, som man åbenbart havde ventet på, til at sende to store kinesiske hærstyrker fra henholdsvis Yunan og Guangxi ind i Đại Việt. Kineserne hævdede senere, at syv millioner vietnamesere blev dræbt. I 1407 var landet erobret, og under navnet Jiaozhi blev det Ming-Kinas fjortende provins. Det varede imidlertid kun til 1428, da Ming-kineserne blev fordrevet af vietnameserne anført af Le Loi. De 21 år under kinesisk styre havde været præget af næsten konstante kampe; kineserne havde også sendt nye ekspeditioner for at underkue vietnameserne, og nogle af ekspeditionerne trængte også videre sydover.
Under Yongle udviklede Kina sig for første gang til en slagkraftig søfartsnation. General Zheng He, en eunuk med muslimsk baggrund, foretog syv store ekspeditioner, som førte ham og hans enorme flådestyrker rundt om i Sydøstasien og til fjerne kyster som Persien, Arabien og til og med det østlige Afrika – måske så langt sydpå som til Kap Det Gode Håb. De seks første af disse rejser fandt sted i Yongle-tiden.
Lignende sørejser, men i mere beskeden skala, var også almindelige allerede i Song-tiden, men Zhen He-ekspeditionerne var officielle og blev gennemført med rent statslig finansiering. Således skulle omverdenen mærke, at det atter var kinesere, som regerede i Kina.
Rejsernes kommercielle nytte var imidlertid begrænset, og i 1433, altså kort tid efter at Yongle-keiserdømmets tid var omme, blev flådepolitikken lagt om. Ming-herskerne bestemte sig for i højere grad at koncentrere sig om at udvikle jordbruget. Det var kun nogle få tributlande, som landet fremdeles handlede med: Korea, kongeriget Ryukyu, Sumatra, Malakka og Burma. Der var også andre grunde til, at Kina da efterhånden så at sige "forseglede" sig, frem for alt frygten for invasion fra de mongolske områder i nord (måske særlig efter at Jingtai-kejseren blev taget til fange af mongolerne i 1453). De stadige piratangreb fra Japan, Ryukyuøerne og nogle sydøstasiatiske lande blev nu hyppigere, eftersom de også havde en sammenhæng med smugleri. Denne voksende piratvirksomhed førte til en endnu mere sammenbidt isolationisme.
Opgivelsen af skibsfart fik efterhånden også den følge, at der blev stort spillerum for vestlige handelsinteresser i Østasien.

## Ming-samfundet udvikler sig, forfaldet begynder
Med Hongwu- og Yongle-kejserne havde Ming-samfundet fundet sin stabile form, som skulle vare resten af dynastiets levetid, og i mange henseender også fremover. Men ofte var det kun idealmodellen, som var stabil; virkeligheden ville i praksis udvikle sig på anden vis end den foreskrevne.
Befolkningen var nu inddelt i bonde-, soldater- og håndværkerfamilier, og for hver gruppe fandtes der et eget regeringsministerium (med beskatning, arvegang, indkaldelse til militærtjeneste og andet). Grupperne blev anvist egne bosteder, og overgang mellem erhvervsgrupperne blev forbudt. I skattemæssig henseende blev de grupperet i enheder på ti familier hver (lijia), som var kollektivt ansvarlig for den offentlige forvaltning.
Da antallet af embedsmænd ikke rakte til effektiv kontrol af dette system, skete der alligevel snart en del erhvervs- og boligforskydninger, og det skete også, at de svagere familier blev udstødt af deres lijia-grupper, særligt på landet. Mod slutningen af 1400-tallet måtte regeringen justere systemet, for at det ikke skulle forfalde helt – alt for mange unddrog sig både beskatning og militærtjeneste.
Det økonomiske fremskridt blev hele tiden hæmmet af den traditionelle, konfusianske foragt for handel og købmænd. I Ming-tiden nåede denne foragt sit højdepunkt, men Ming-riget kunne fortsat hævde sig som Østasiens suverænt vigtigste søfarts- og handelsmagt.
Men tidligt i 1500-tallet under Jiajing-kejseren førte en konflikt med Japan til handelsrestriktioner. For at forhindre smugleri til Japan ødelagde man i 1525 alle skibe, som kunne krydse det åbne hav. Men det havde ingen særlig virkning. Derpå forsøgte man at forhindre al udenrigshandel i 1551. Resultatet af forbuddet blev blot et kraftigere opsving både i smugleri og sørøveri; særlig den japanske wokouvirksomhed gjorde sig stærkt gældende langs hele kysten.
Det var netop i de følgende år, at portugiserne med kejserhoffets tilladelse kunne overtage Macao i 1557.
Allerede i 1567 ophævede man alle 1551-restriktionerne. Samtidig afskaffede man papirpengene og genindførte sølvpenge som betalingsmiddel.

## 1500-tallet kulturelt og økonomisk højdepunkt
Men 1500-tallet var også et kulturelt og økonomisk højdepunkt for Ming-dynastiets Kina. En vigtig grund til det var de europæiske opdagelser og kolonigrundlæggelser på det amerikanske kontinent. Sølvminerne i Amerika gav Portugal og Spanien en rigdom, som kom Kina til gode: sølvet finansierede portugisisk og spansk handel fra 1520'erne og fremover.
Kinas handelsliv blomstrede. Man gjorde store fremskridt og fornyelser inden for væveriet og bogtrykkerkunsten. Nye planter blev dyrkede, blandt andet takket være portugiserne. Militærvæsenet blev forbedret og styrket.
Storkøbmænd, forretningsmænd og bankierer dannet rygraden for det velhavende, nye, kinesiske borgerskab. Man bestræbte sig også for at mildne småbøndernes levevilkår, særlig under kansleren Zhang Juzheng (1525–82).
Selv om handel blev anset som en lidet ærefuld profession i det kinesiske, konfucianske værdihierarki, bidrog handelsindtægterne fra eksporten af porcelæn og andre kinesiske produkter til europæiske lande en stor velstandsstigning. Særlig spaniolerne betalte med sølv, og indtægterne var så store, at sølvmønter langt hen ad vejen fortrængte andre betalingsmidler.

## Kinesisk kunst under Ming-dynastiet
Ming-dynastiet begyndte med en kulturel og kunstnerisk opblomstring. Hoffet havde imidlertid en stærkt styrende indflydelse; malerne, som blev kaldt til hoffet, skulle hente sin inspiration fra de idealer, som var fremherskende ved det tidlige sydlige Song-dynastis kejserlige malerakademi. Man foretrak store landskabsmalerier, motiver som kombinerede blomster og fugle, og programmatiske fremstillinger som skulle hylde det nye dynastis majestæt, dyder og generøsitet.
Ming-malerne videreudviklede både det sydlige Songs malerakademi og Yuandynastiets idealer. Skoleretningen Zhe (i provinsen Zhejiang) videreførte songmalernes deskriptive stil med stor dygtighed, mens Wu-skolen (i Suzhou) var inspireret af Yuan-tidens ekspressive kalligrafiske stilarter.
Selv om Ming-dynastiet dyrkede og hægede om de tidligere, centrale, kinesiske kunstneriske stilretninger, var det en god del indflydelse både fra de kinesiske regioner og fra udlandet. Forkærligheden for keramik udsmykket med motiver i hvidt og blåt skyldes antagelig en sådan ydre påvirkning. Handelssamkvemmet med Vestasien og den muslimske verden gav sig tydelige udslag i kinesisk kunst.
Ved hoffet var et et bureau, som vogtede over, at en ensartet, dekorativ stil blev overholdt i den kejserlige produktion af keramik, tekstiler, metalarbejder og lakarbejder.

## Eunukvældet fremskynder forfaldet
Foruden de tidligere nævnte administrationsproblemer tiltog i 1400-tallet paladseunukkernes og haremsdamernes magt. Til trods for de første kejseres forordninger mod, at de blev involverede i politik, var det netop det, som skete. Fra år 1426 udøvede deres privatråd (Neige) en uovertruffen indflydelse over den almindelige administration, og ikke længe efter beherskede de også det hemmelige politis gøren og laden. Der var en række kejsere, som foretrak at trække sig næsten helt ud af styret. I det spændingsfelt, som da opstod mellem eunukkerne (som for det meste kom fra trange kår i Nordkina) og de højere embedsmænd (fra Sydkinas velstands- og dannelseselite), opstod stadige intriger. Den vilkårlighed, som dette førte til, var meget skadelig og destabiliserende, særlig i årene 1615 til 1627 under Wanli- og Tianqi-keiserne. Nogen eunukker fik en meget stor magt med nærmest diktatorisk myndighed – den mest kendte af dem var den berygtede Wei Zhongxian i 1620'erne. Eunukkerne lod kejserne hygge sig med sine haremskvinder, mens de selv berigede sig ved at tage for sig af de kejserlige indtægter og gøre sig modtagelige for bestikkelser.
Den stadig stærkere indflydelse, som hofeunukkerne skulle få over styret, var med til at fremskynde Ming-dynastiets undergang. Eunukker var ikke noget nyt: allerede under Han-dynastiet havde de kinesiske kejsere engageret eunukker. Deres traditionelle rolle var at tjene kejserens alle personlige behov i husholdet og at holde styr på haremmet, det område som ellers var lukket for alle voksne mænd bortset fra kejseren selv.
Tidlig under Ming-tiden var antallet af eunukker kommet op på omkring 10.000, og stadig flere familier kastrerede unge sønner i håb om, at de skulle få dem placerede ved hoffet, og at deres adgang til de ufattelige rigdomme skulle komme slægten til gode. Mod slutningen af Ming-tiden var der antagelig mellem 70.000 og 100.000 eunukker, og deres magt gennemsyrede hele det kinesiske samfund.

## Hemmelige agenter
I Ming-tiden blomstrede netværker af hemmelige agenter i de væbnede styrker. På grund af de små kår. som Zhu Yuanzhang var vokset op under, før han blev kejser, havde han udviklet et særlig had mod korrupte mandariner, og var meget på vagt mod oprørsfaren. Han oprettede derfor Jinyi Wei som et ekstra værn, og det blev Ming-dynastiets hemmelige politi. Selv om det også stod for nogen vigtige afsløringer, var det for det meste bare til unytte. De var mere kendt for sin brutalitet i omgangen med lovbrydere end for sine evner som hemmelig politi. Faktisk var mange af dem, som blev arresterede, helt uskyldige.
Jinyi Wei spredte frygt, men deres magt aftog efterhånden, som eunukkernes indflydelse ved kejserhoffet tiltog. Eunukkerne oprettede tre grupper af hemmelige agenter, som arbejdede for dem: Østfaktoriet, Vestfaktoriet og det indre faktori. De var lige så brutale som Jinyi Wei, antagelig var de endda værre.

## Manchuerne invaderer, Ming-dynastiets undergang
Manchufolket var en gruppe, som nedstammede fra det tungusiske Jurchen-folk, som i sin tid havde grundlagt Jin-dynastiet, efterfølgerdynastiet efter Liao- og den nordlige halvdel af Song-dynastiet i Nordkina. Manchuerne beboede det område, som senere fik navnet Manchuriet, mere nøjagtigt nutidens provinser Heilongjiang, Jilin og Liaoning.
Manchuerne i nord var længe vokset i styrke og havde holdt et interesseret øje med de oprør som udløste rystelser gennem det store Ming-rige. Da en minghær i 1583 havde taget livet af manchufyrsten Nurhaci (død 1626), svor han hævn. I 1619 nedkæmpede han fire minghære, som prøvede at gennemføre koordinerede felttog mod hans land.
Mod slutningen af Míng-tiden var regimet svækket af offentlig korruption, eunukkernes magtstilling, intellektuel stivhed, og kostbare forsvarskrige mod japanerne under Toyotomi Hideyoshi om herredømmet over Korea. Landet blev drevet til bankerot. I 1620-1660 led det internationale handelssystem under en alvorlig svækkelse, hvilket forværrede inflationen i Ming-riget og var med til at berede grunden for dets undergang.
Nogen år efter urolighederne omkring 1620 fik manchuerne chancen, som de havde ventet på: en alvorlig hungersnød i Shaanxi havde ført til en krise, som Ming-kejseren slet med at overvinde. Da urolighederne var særlig store, sendte de deres invasionshær. Til at begynde med blev de holdt stangen ved Den store mur men blev snart sluppet gennem porten i Shanhai-passet af ming-generalen Wu Sangui, som var nået frem til, at et forbund med manchuerne var det eneste håb for at nedkæmpe Li Zichengs bondeoprørerne fra Shaanxi, som da truede selve hovedstaden Beijing. Li formåede at vinde magten i Beijing, og den sidste Ming-kejser, Chongzhen, begik selvmord ved at hænge sig i et træ lige nord for Den forbudte by. Manchuerne og deres nye allierede general Wu var snart fremme i Beijing og formåede hurtigt at tilføre bondehæren et afgørende nederlag, og den 6. juni 1644 marcherede de ind i Ming-hovedstaden og gjorde den til residensby for sin egen hersker. Det nye styre blev Qing-dynastiet. To manchuprinser og general Wu Sangui forfulgte oprørslederen Li Zicheng til Hunan, hvor han blev slået ihjel af bønderne i oktober 1645.

## "Det sydlige Ming" 1644-1662
Qing-styrkerne fik ikke umiddelbart kontrol over det sydlige og sydøstlige Kina. Ming-loyalister fortsatte dermed at regere i stadig mindre dele af de sydlige landsdele, og deres herredømme bliver af og til kaldt "det sydlige Ming". Skiftet af hovedsteder viser hvordan, de var på vigende front: Nanjing 1644—1645, Fuzhou 1645—1646, og til sidst Zhaoqing, 1646 — 25. april 1662.
Kort efter Nanjings fald og et påfølgende oprør indtrådte to store massakrer, i Jiangyin og Jiading, og selv om de blev udførte både af manchutropper og af kinesiske overløbere til Qing, skulle disse begivenheder opildne antimanchuiske følelser i riget i flere hundrede år og trækkes frem i agitationen mod dem.
Den sidste, seriøse prætendent til Ming-tronen, Yongli-kejseren (født 1623), blev henrettet 16. maj 1662 i Kunming. Efter dette faldt de sidste rester af ming-loyalisternes områder i Kina til ro og måtte acceptere de nye herskeres administration.
Nok havde ming-loyalister under Koxinga lige inden trukket sig udenlands til Taiwan (øen regnedes ikke som del af Kina), og etableret et kongerige der, Tungning. De forsøgte også at gøre sig gældende i kystnære områder på fastlandet, men nogen prætention om at genetablere noget Ming-styre havde de ikke længere. I 1683 invaderede Qing-Kina Taiwan; den mingkinesiske invasion der i 1661 var dermed til sidst endt med, at Qing-dynastiet kunne udvide Kinas grænser.